# Пфластершпектакел
Пфластершпектакел (на немски: Pflasterspektakel) е ежегоден фестивал на уличното изкуство в Линц, столицата на Горна Австрия. Той включва музикални изпълнения, жонглиране, акробатика, пантомима, импровизационен театър, клоунада, нестинарски танци, рисуване, самба паради, както и програма за деца, и се провежда в продължение на три дни през юли на и около главния площад и Ландщрасе. През 2010 г. около 400 творци от над четиридесет държави участват в събитието.

## История
Пфластершпектакел е създаден от Зигберт Янко, културен мениджър на Линц от 1985 г. Той отдава идеята на впечатленията си от Джемаа ел Фна, пазар в Маракеш, който е посетил по време на честванията на рождения ден на крал Хасан II на Мароко преди 1985 г.
Първият фестивал се провежда от 16 до 19 юли 1987 г. под името Internationale Straßenmusikantentage (Международни дни на уличните музиканти). В него участват около 150 музиканти, повечето от които от Австрия и Германия, включително самба група от Мюнхен. Решено е събитието да се повтори на следващата година, този път под сегашното име Линц Пфластершпектакел, с участието на акробати, магьосници и мимове освен музикантите.
През 1989 г., малко преди падането на Берлинската стена, артисти от страните от Източния блок изнасят представления в Линц. От тази година нататък организаторите трябва да подбират артисти, тъй като има повече заявки, отколкото могат да бъдат обслужени. През 2000 г., както и в някои от следващите години, над 250 000 посетители посещават Пфластершпектакел, за да видят артисти от Европа, Северна и Южна Америка, Азия, Африка и Австралия.

## Време и места
Фестивалът се провежда в три дни през втората половина на юли. Церемонията по откриването се провежда в четвъртък от 16:00 часа; в следващия петък и събота фестивалът започва в 14:00 часа и продължава до полунощ всеки ден, но някои музиканти свирят в кръчмите до 1:00 часа сутринта. По традиция спонтанно сформирани групи от артисти импровизират финал (или няколко финала) в събота вечер на главния площад.
Артисти се изявяват на около четиридесет места в град Линц, на и около главния площад и Ландщрасе. Два вътрешни двора са запазени за музиканти, които изпълняват акустично или а капела. В случай на дъжд събитието се премества в старото кметство и други закрити пространства.

## Финансиране
Събитието е спонсорирано от общината, както и от Линц АГ, местни вестници и банка. Артистите получават заплащане само за пътните си разходи, настаняване, закуска и 25 евро в брой на ден за своите разходи. Основните им доходи идват от дарения от посетители.